# Nüttermoor
Nüttermoor ist ein Stadtteil von Leer (Ostfriesland). Der Stadtteil liegt im Norden der Stadt und ist heute deutlich größer als das ursprüngliche Dorf Nüttermoor.

## Lage, Wirtschaft und Vereinsleben
Nüttermoor erstreckt sich vom Emsdeich bis weit in den Osten der Stadt, nach Logabirum. Zum Stadtteil gehören folgende weitere Wohnplätze: Eisinghausen, Klostermühle, Neuhaus, Nüttermoorersiel, Thedingaer Vorwerk, Kloster Thedinga, Mooräcker und Wüstenei.
Im Norden des an der A 31 gelegenen Stadtteils befinden sich der regionale Flugplatz Leer-Papenburg sowie der 160 Meter hohe Fernmeldeturm Leer-Nüttermoor (Typenturm). Zudem gibt es in Nüttermoor weite Gewerbe- und Industrieflächen, die die Nähe zu zwei Autobahnauffahrten nutzen. Im Gewerbegebiet (Leer-Nord) befindet sich ein Erdgas-Kavernenspeicher der EWE Gasspeicher GmbH. Von der Ems ist der Ort über einen Anleger erreichbar. Außerdem ist Nüttermoor Standort eines der beiden großen Einkaufszentren der Stadt.
Im Stadtteil gibt es einen Sportverein.

## Geschichte
Ursprünglich ist Nüttermoor ein altes Dorf nördlich der Siedlung Leer, auf einem Geestrücken am äußeren Rand des Moores. Daher wurde das Dorf im Mittelalter Uttermoor genannt. Bereits im Jahr 1283 wurde unweit Nüttermoors das Kloster Thedinga gegründet, die Kirche im Ort soll eine Filiale des Klosters gewesen sein. Die Reformierte Kirche stammt aus dem Anfang des 13. Jahrhunderts und wurde als Saalkirche auf einer Warft errichtet. Am 1. Januar 1973 wurde Nüttermoor schließlich in die Stadt Leer eingemeindet.

## Verkehr
Nüttermoor liegt an der Bahnstrecke Rheine–Norddeich Mole (Emslandstrecke). Personenzüge halten nicht in Nüttermoor.